# Cochin State Forest Tramway
| Zick-Zack-Strecke mit Spitzkehren |                     |                                    |                                    |
| Streckenverlauf auf einer Karte von 1944 |                     |                                    |                                    |
| Streckenlänge: | 80 km               |                                    |                                    |
| Spurweite: | 1000 mm (Meterspur) |                                    |                                    |
| |                     |                                    |                                    |
| Schienenseilbahn- (blau) und Schmalspurbahnstrecken (rosa)\| \| Meilen \| \| Fuß ü. d. M. \| \| \| 0 \| Chalakudy \| Chalakudy \| \| \| \| Vellikulangara \| \| \| \| 14 \| Muplypuzha \| Muplypuzha \| \| \| 19 \| Cherumkayam \| Cherumkayam \| \| \| \| Chokkana \| \| \| \| 19 \| Anapandam \| 400 \| \| \| \| Schienenseilbahn 1 \| \| \| \| \| \| \| \| \| \| Schienenseilbahn 2 \| \| \| \| \| \| \| \| \| \| Schienenseilbahn 3 \| \| \| \| 23 \| Thoppathi Kavala (Kavalai) \| 1400 \| \| \| 26½ \| Pothupara \| Pothupara \| \| \| \| Schienenseilbahn 4 \| \| \| \| \| \| \| \| \| \| Schienenseilbahn 5 \| \| \| \| 28⅞ \| Komalapara \| 2500 \| \| \| 32 \| Myladappan \| Myladappan \| \| \| 33 \| Orukomban Kutty \| Orukomban Kutty \| \| \| 36 \| Karappara River \| Karappara River \| \| \| 41 \| Kuriyarkutty \| Kuriyarkutty \| \| \| 41 \| Brücke über den Kuriyarkutty River \| Brücke über den Kuriyarkutty River \| \| \| 44 \| Vettukuzhy \| Vettukuzhy \| \| \| 47 \| Parambikulam \| Parambikulam \| \| \| 49½ \| Chinnar \| 2000 \| |                     |                                    |                                    |
| | Meilen              |                                    | Fuß ü. d. M.                       |
| Kopfbahnhof Streckenanfang (Strecke außer Betrieb) | 0                   | Chalakudy                          | Chalakudy                          |
| Bahnhof (Strecke außer Betrieb) |                     | Vellikulangara                     | Vellikulangara                     |
| Bahnhof (Strecke außer Betrieb) | 14                  | Muplypuzha                         | Muplypuzha                         |
| Bahnhof (Strecke außer Betrieb) | 19                  | Cherumkayam                        | Cherumkayam                        |
| Bahnhof (Strecke außer Betrieb) |                     | Chokkana                           | Chokkana                           |
| Bahnhof (Strecke außer Betrieb) | 19                  | Anapandam                          | 400                                |
| U-Bahn-Strecke (außer Betrieb) |                     | Schienenseilbahn 1                 | Schienenseilbahn 1                 |
| U-Bahn-Dienststation / Betriebs- oder Güterbahnhof (Strecke außer Betrieb) |                     |                                    |                                    |
| U-Bahn-Strecke (außer Betrieb) |                     | Schienenseilbahn 2                 | Schienenseilbahn 2                 |
| U-Bahn-Dienststation / Betriebs- oder Güterbahnhof (Strecke außer Betrieb) |                     |                                    |                                    |
| U-Bahn-Strecke (außer Betrieb) |                     | Schienenseilbahn 3                 | Schienenseilbahn 3                 |
| Bahnhof (Strecke außer Betrieb) | 23                  | Thoppathi Kavala (Kavalai)         | 1400                               |
| Bahnhof (Strecke außer Betrieb) | 26½                 | Pothupara                          | Pothupara                          |
| U-Bahn-Strecke (außer Betrieb) |                     | Schienenseilbahn 4                 | Schienenseilbahn 4                 |
| U-Bahn-Dienststation / Betriebs- oder Güterbahnhof (Strecke außer Betrieb) |                     |                                    |                                    |
| U-Bahn-Strecke (außer Betrieb) |                     | Schienenseilbahn 5                 | Schienenseilbahn 5                 |
| Bahnhof (Strecke außer Betrieb) | 28⅞                 | Komalapara                         | 2500                               |
| Bahnhof (Strecke außer Betrieb) | 32                  | Myladappan                         | Myladappan                         |
| Bahnhof (Strecke außer Betrieb) | 33                  | Orukomban Kutty                    | Orukomban Kutty                    |
| Bahnhof (Strecke außer Betrieb) | 36                  | Karappara River                    | Karappara River                    |
| Bahnhof (Strecke außer Betrieb) | 41                  | Kuriyarkutty                       | Kuriyarkutty                       |
| Brücke über Wasserlauf (Strecke außer Betrieb) | 41                  | Brücke über den Kuriyarkutty River | Brücke über den Kuriyarkutty River |
| Bahnhof (Strecke außer Betrieb) | 44                  | Vettukuzhy                         | Vettukuzhy                         |
| Bahnhof (Strecke außer Betrieb) | 47                  | Parambikulam                       | Parambikulam                       |
| Kopfbahnhof Streckenende (Strecke außer Betrieb) | 49½                 | Chinnar                            | 2000                               |

Die Cochin State Forest Tramway war eine 80 Kilometer (49,5 Meilen) lange Meterspur-Waldbahn vom heutigen Parambikulam Wildlife Sanctuary im Palakkad-Distrikt zur Stadt Chalakudy im Thrissur-Distrikt in Indien. Sie war von 1907 bis 1963 in Betrieb.

## Geschichte
Rama Varma XV war der Auftraggeber der Cochin State Forest Tramway. Die Idee dafür stammte von J.C. Kolhoff, dem ersten Waldkonservator der Stadt Cochin, und sie wurde von V. Alwar Chetty, einem Forstbeamten im Sonderdienst, umgesetzt. Die britischen Offiziere Haldwell und Floukes führten die anfängliche Vermessung und Streckenplanung durch. R.E. Haffield war der erste Waldbahningenieur, der die Wälder gerodet und den Streckenverlauf festgelegt hat. Die Waldbahn wurde während der Herrschaft von Rama Varma XV., Maharaja von Cochin (1895 bis 1914), gebaut. Der Gouverneur von Madras, Sir Arthur Russell, 2. Baron Ampthill weihte die Waldbahn am 3. Oktober 1905 ein, sie wurde aber erst 1907 in Betrieb genommen. Am 26. Juni 1907 verabschiedete der Maharadscha von Cochin das Cochiner Waldbahngesetz, das den Schutz und die Verwaltung der Waldbahn vorsah.

## Streckenverlauf

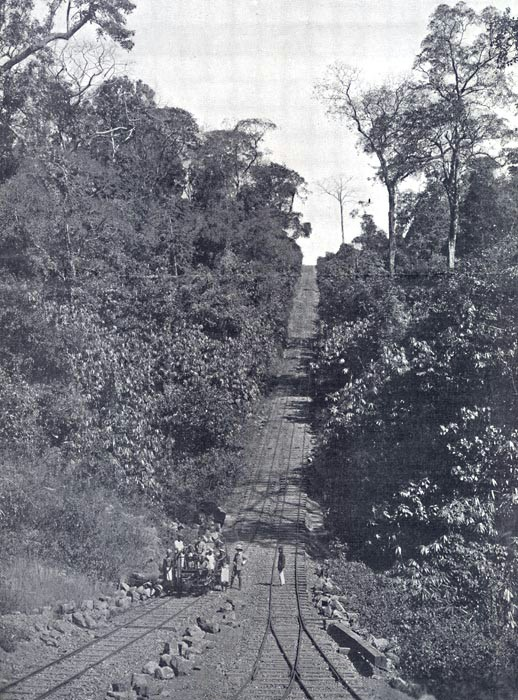
Schienenseilbahn

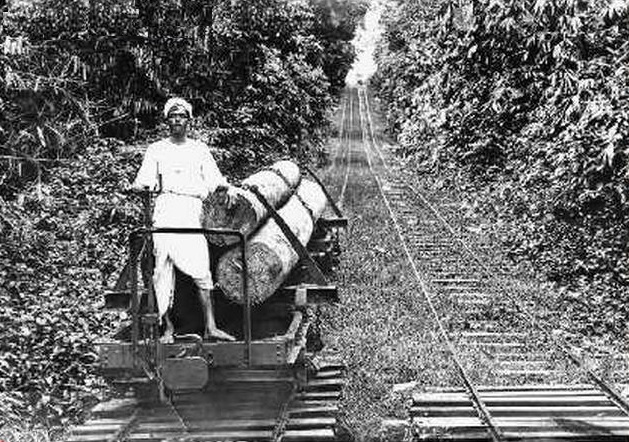
Schienenseilbahn

Die Waldbahn mit einer Spurweite von 1000 mm war in drei Abschnitte unterteilt: der erste begann in Chalakudy und endete in Anapantham, mit einer Länge von 21 Meilen, der zweite führte von Kavalai nach Pothupara, mit einer Länge von 6 Meilen, und der dritte führte von Komalapara nach Chinnar, mit einer Länge von 22,5 Meilen. Die Gesamtlänge der Waldbahn betrug 49,5 Meilen (80 km).
P&W MacLennan aus Großbritannien lieferte die Brücken und Durchlässe. K.R. Menon war der letzte Waldbahningenieur. Die Schienenseilbahnen waren zweigleisig mit Rollen und Stahlseilen ausgeführt. Die leeren Wagen wurden von den bergabrollenden beladenen Wagen den Berg hinauf gezogen.

## Lokomotiven
Die acht Lokomotiven, die Radsätze für die Wagen und die Winden für die Schienenseilbahnen stammten von Orenstein und Koppel aus Drewitz bei Potsdam in Deutschland. Sieben Lokomotiven hatten drei gekuppelte Achsen, Treibräder mit einem Durchmesser von 660 mm , 210 × 305 mm Bohrung × Hub, 50 PS mit seitlichen Wasserkästen. Die 70 Langholzwagen auf 140 Holzdrehgestellen hatten jeweils ein Gesamtgewicht von 12 Tonnen pro Paar. Eine der O&K-Lokomotiven hatte drei gekuppelte Achsen, Treibräder mit einem Durchmesser von 660 mm, 200 × 250 mm Bohrung × Hub und mit 150 PS eine höhere Leistung als die anderen Lokomotiven.
| Werks-Nr. | Lieferdatum | Name       | Leistung | Spurweite | Achsfolge | Brennstoff | Empfänger                                    | Fotos |
| --------- | ----------- | ---------- | -------- | --------- | --------- | ---------- | -------------------------------------------- | ----- |
| O&K 1498  | Dez. 1904   | Rajahgopal | 50 PS    | 1000 mm   | C n2t     | Holz       | Cochin Tramway Engineer                      |       |
| O&K 1499  | Jan. 1905   | Varma      | 50 PS    | 1000 mm   | C n2t     | Holz       | Cochin Tramway Engineer                      |       |
| O&K 1500  | Jan. 1905   | Alwas      | 50 PS    | 1000 mm   | C n2t     | Holz       | Cochin Tramway Engineer                      |       |
| O&K 1977  | Jul. 1906   |            | 50 PS    | 1000 mm   | C n2t     | Holz       | Haffield Locomotives / Cochin Forest Tramway |       |
| O&K 2082  | Aug. 1906   |            | 50 PS    | 1000 mm   | C n2t     | Holz       | Conservator of Forest, Cochin State          |       |
| O&K 2083  | Aug. 1906   |            | 50 PS    | 1000 mm   | C n2t     | Holz       | Conservator of Forest, Cochin State          |       |
| O&K 2603  | Sep. 1907   |            | 50 PS    | 1000 mm   | C n2t     | Holz       | Conservator of Forest, Cochin State          |       |
| O&K 2604  | Nov. 1907   |            | 150 PS   | 1000 mm   | C n2t     | Holz       | Conservator of Forest, Cochin State          |       |

## Niedergang und Schließung
1926 empfahl der Sonderfinanzausschuss die Abschaffung der Waldbahn, die Empfehlung wurde aber 1928 von der Regierung abgelehnt. Ein weiterer Sonderausschuss wurde 1950 unter dem Vorsitz des Chefkonservators der Wälder eingesetzt, der die Abschaffung der Waldbahn empfahl. Im Jahr 1953 wurde eine weitere Kommission eingesetzt, die jedoch den Bericht erhielt, dass die Waldbahn um jeden Preis weiter betrieben werden sollte. Nachdem sie 56 Jahre bestand und den Hafen von Cochin zu einem modernen heutigen Handelshafen sowie die Stadt Cochin zu einem wirtschaftlichen Zentrum gemacht hatte, wurde sie schließlich 1963 auf der Grundlage eines Sonderberichts des Finanzausschusses abgeschafft. Das Personal wurde von verschiedenen Regierungsämtern übernommen.

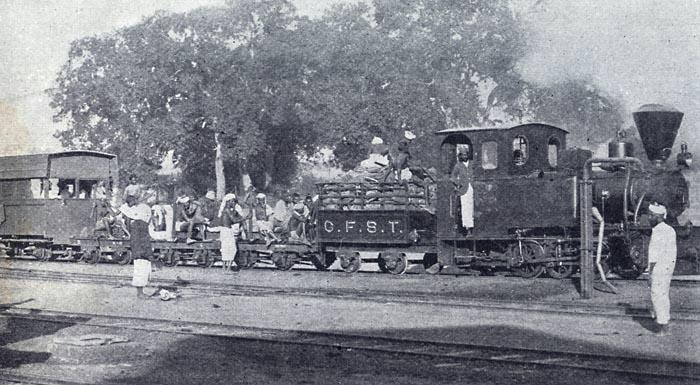
Lok mit Langholzwagen und Caboose
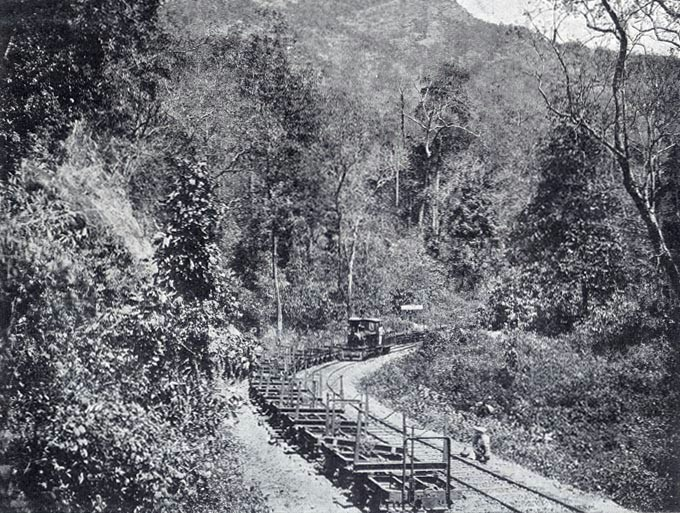
Ein Zug mit unbeladenen Langholzwagen im dichtbewachsenen Wald
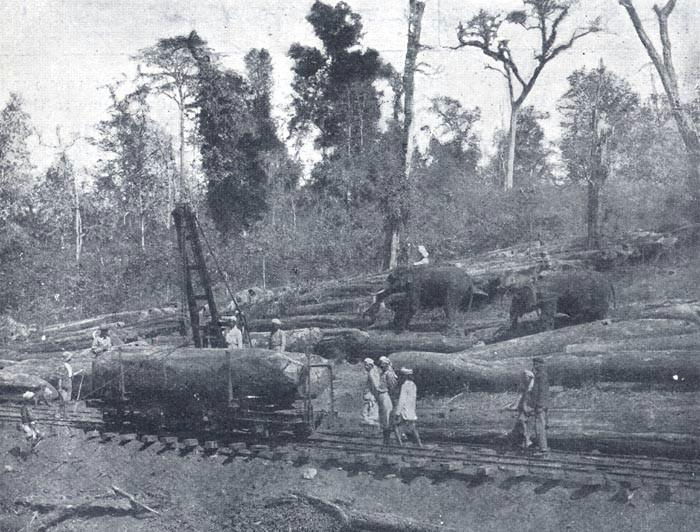
Elefanten beim Holzrücken
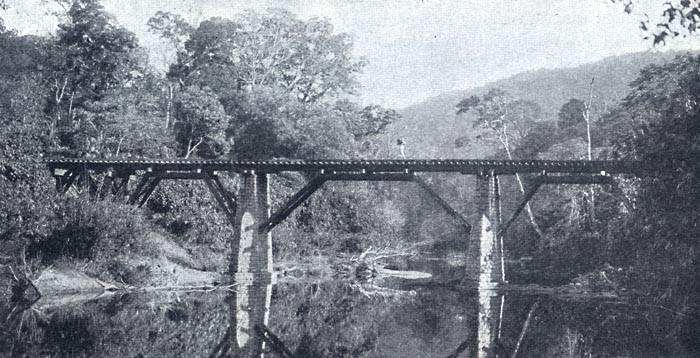
Holz- und Steinbrücke